# Rrat
En rrat (eng. rotating radio transients) er en roterende neutronstjerne, som udsender korte radiostrålingspulser på mellem 2 og 30 millisekunder. Herefter følger en pause på minutter eller timer, hvorefter der kommer en ny puls.
Det formodes, at der findes 4 gange så mange rrat som pulsarer.